# Leiodes dubia
Leiodes dubia är en skalbaggsart som först beskrevs av Johann Gottlieb Kugelann 1794.  Leiodes dubia ingår i släktet Liodes, och familjen mycelbaggar. Arten är reproducerande i Sverige.